# Hívójel
A hívójel a távközlésben használatos fogalom, egy rádióállomás egyedi azonosító jele. Minden regisztrált rádióállomás rendelkezik hívójellel.
A hívójelek kiosztásának alapelveit a Nemzetközi Távközlési Egyesület által kiadott Rádiószabályzat (Radio Regulations, RR) fekteti le. A Rádiószabályzat és a hatályos magyar törvények alapján a hívójeleket Magyarországon a Nemzeti Média- és Hírközlési Hatóság adja ki.
A hívójel első tagja a prefix. A prefix a hívójel első két (egyes esetekben egy) karaktere, vagy a hívójel számokat is tartalmazó részének végéig tartó karaktersorozat. A hazai hatóság által kiadható prefixeket a Nemzetközi Távközlési Egyesület határozza meg. A prefix így az állomás honosságát is megadja.
Magyarországon használatos prefixek:
- HA (HA0-HA9; HAA-HAZ)
- HG (HG0-HG9; HGA-HGZ)

Rádióamatőr hívójel esetén csak a [H][A|G][0..9]* forma használatos.
A hívójelprefix utáni része a suffix. A suffix az állomás egyedi azonosítását szolgálja.
A hívójel suffix részének eleje általában egy körzetszám, és ezután következik az egyedi rész.
Több országban a rádióamatőr hívójelekben szereplő szám az állomás földrajzi helyére is utal. Magyarországon 2006. május 24.-ig a hívójeleket az állomás telepítési helyétől függően jelölték ki. A régebben kiosztott hívójelek emiatt utalhatnak a telepítés helyére. Természetesen napjainkban is gyakori, hogy az újonnan vizsgázott rádióamatőr a saját körzetére jellemző hívójelkörzetszámmal kér hívójelet.
A földi telepítésű (nem amatőr) állomások hívójele 3, a vízijárműveké 4, a légijárműveké 5 karakteres. Az amatőr rádióforgalmazásban a versenyállomások 4, a többi állomás legalább 5, legfeljebb 7 karakterből álló hívójellel rendelkezik.
Mivel a rádióállomások azonosítója ritkán változik, ezért a víziközlekedésben, tengeri mozgószolgálatban a kommunikáció során a sokszor nehezen kiejthető vagy félreérthető hajónév helyett elterjedten használják. A légijárművek esetében a hívójel és a lajstromjel általában megegyezik (de ebben országonkénti eltérések előfordulhatnak).

## Hívójel kiegészítések[2]

### Prefix kiegészítés
Ha egy rádióamatőr külföldről forgalmaz, akkor a hívójelét ki kell egészítenie annak az országnak a hívójel prefixével, amely országból a rádióforgalmazást végzi. Ha egy magyar rádióamatőr Szlovákiából forgalmaz, akkor a hívójelét így kell megadnia:
OM/HA0ABC
A prefix kiegészítést némely ország törvényei másképp szabályozzák, előfordul olyan is, hogy a körzetszámot is elé kell tenni a hívójel elé, pl. a Kanári-Szigetek esetében:
EA8/HA0ABC
Külfoldről történő forgalmazás előtt mindig tájékozódni kell az adott ország előírásairól.

### Suffix kiegészítés
Némely esetben szükséges a hívójel után perjellel elválasztva kiegészítő suffixet is megadni. Ilyen esetek:
| Forgalmazás helye                                    | Suffix kiegészítés | Magyarázat      | Példa      |
| ---------------------------------------------------- | ------------------ | --------------- | ---------- |
| Kitelepült rádióamatőr                               | /P                 | Portable        | HA0ABC/P   |
| Mozgó járműről forgalmazó rádióamatőr                | /M                 | Mobile          | HA0ABC/M   |
| Hajó fedélzetéről forgalmazó rádióamatőr             | /MM                | Maritime Mobile | HA0ABC/MM  |
| Légi járműről forgalmazó rádióamatőr                 | /AM                | Air Mobile      | HA0ABC/AM  |
| 5W-nál kisebb teljesítménnyel forgalmazó rádióamatőr | /QRP               | QRP             | HA0ABC/QRP |

### Prefix+Suffix kiegészítések
Értelemszerűen a prefix és a suffix kiegészítések adott esetben együtt is használható. Abban az esetben, ha egy magyar állampolgárságú rádióamatőr autóból forgalmaz Szlovákia területéről, így adja meg a hívójelét:
OM/HA0ABC/M

## Légiközlekedési vonatkozások
A légiközlekedésben a hívójel képzése eltérő lehet. A menetrendszerű forgalomban közlekedő járatok és a földi irányítás között a kommunikáció különleges hívójellel történik. A hívójel első része (a prefix) a Nemzetközi Polgári Repülési Szervezet által kiadott légitársaság-azonosító, míg a suffix a járat azonosítója, ami általában a járatszám. A hívójel tartalmazhat a repülés szempontjából fontos kiegészítést is: a heavy szó jelöli például a 136 tonnánál (azaz 300 000 fontnál) nagyobb tömegű, különösen nagy turbulenciát keltő gépeket.

## A rádióamatőr hívójelre vonatkozó törvényi előírások[3]

### 9. Hívójel
12. §
(1) A hívójel az engedélyeshez kötött.
(2) A hívójelet a hatóság jelöli ki az amatőr engedélyben.
(3) A hívójel – az alkalmi amatőrállomás, a versenyállomás és a rádiós tájfutó versenyen elhelyezett amatőrállomás esetének kivételével – legalább 5 és legfeljebb 7 karakterből áll.
(4) Az alkalmi amatőrállomás hívójele legalább 5 és legfeljebb 10 karakterből áll.
(5) A versenyállomás hívójele 4 karakterből áll.
(6) A hívójelben – a rádiós tájfutó versenyen elhelyezett amatőrállomás esetét kivéve – az első két karakter HA vagy HG, a további rész első karaktere számjegy, utolsó karaktere betű.
(7) A rádiós tájfutó versenyen elhelyezett amatőrállomás hívójele csak MO, MOE, MOI, MOS, MOH vagy MO5 lehet.
(8) A hívójelben nem adható ki az SOS betűkombináció.
(9) A természetes személy egyéni amatőr engedély szerint egy hívójellel rendelkezhet, de különleges amatőr engedélyek alapján további hívójelekkel is rendelkezhet.
(10) Közösségi amatőr engedély szerint a rádióamatőr közösség amatőrállomás telepítési helyenként egy-egy hívójellel rendelkezhet. A közösség különleges amatőr engedélyek alapján további hívójelekkel is rendelkezhet.
(11) A megszűnt egyéni amatőr engedélyhez tartozó hívójel más kérelmező számára
- a)  Kezdő és CEPT Novice fokozatú engedély esetén 10 év,
- b)  CEPT fokozatú engedély esetén 10 év

elteltével jelölhető ki újra.
(12) A hívójel karakterei az angol abc karakterkészletéből és számokból állnak.
13. §
(1)  Ha az amatőrállomás telepítési helye ideiglenesen megváltozik, az új telepítési helyről történő forgalmazás során a hívójel a következők szerint kiegészíthető:
- a) hívójel/M földi mozgó amatőrállomás esetén;
- b) hívójel/MM belvízi vagy tengeri mozgó amatőrállomás esetén;
- c) hívójel/AM légi mozgó amatőrállomás esetén;
- d) hívójel/P kitelepült állomás esetén.

(2) Annak a rádióamatőrnek, aki a külföldön kiállított „CEPT Novice Licence” vagy „CEPT Licence” fokozatú amatőr engedélyében meghatározott hívójelét kívánja használni – a saját hívójele előtt, attól törtvonallal elválasztva – a HA betűpárt is használnia kell.

### 10. Nyilvántartás
14. §
(1) A hatóság az elektronikus hírközlésről szóló 2003. évi C. törvényben (a továbbiakban: Eht.) meghatározott feladatainak végrehajtása érdekében hatósági nyilvántartást vezet a rádióamatőr vizsgára való jelentkezési lapon, az amatőr engedély iránti kérelemben, a vizsgabizonyítványban és az amatőr engedélyben szereplő adatokról, valamint az állomások telepítési helyéről.
(2) A hatóság az érvényes amatőr engedélyekben kijelölt hívójelekről jegyzéket vezet, amely tartalmazza az engedélyes hívójelét, nevét és címét, az amatőr engedély számát, érvényességi idejét és fokozatát, továbbá a morze vizsga meglétének jelzését.
(3) A hatóság a hívójel jegyzéket internetes honlapján közzéteszi. Amennyiben a rádióamatőr nem járult hozzá személyes adatainak nyilvánosságra hozatalához, teljes neve helyett csak a keresztneve, címeként csak a település neve kerül a közzétett jegyzékbe.

## Példák
- A magyar lobogó alatt hajózó Odysseus iskolahajó hívójele: HGGH
- A spliti parti rádióállomás hívójele: 9AS
- A magyar Li-2 hívójele: HALIX
- Dr. Tolnai János amatőr hívójele: HA5LQ
- Csokonai Vitéz Mihály halálának 200. évfordulóján üzemeltetett speciális állomás hívójele: HA200CVM
- A British Airways BA0085 számú, London és Vancouver között közlekedő járatának hívójele (amennyiben Boeing 747-es géppel repülik): Speedbird 85 heavy
- Az első magyar műhold, a Masat–1 hívójele: HA5MASAT
- A Csongrádi rádióamatőr találkozó hívójele HG8LXIR, amit az első találkozó után kapott, amin a polgármester elixírnek mondta az LXL hívójelet.

## Linkek
https://wiki.ivao.aero/en/home/training/documentation/National_Prefix_for_Callsigns